# Coupe du monde d'escalade de 2009
Navigation
20e édition 22e édition
La coupe du monde d'escalade 2009 est la 21e coupe du monde d'escalade. Elle s'est déroulée du 11 avril au 15 novembre 2009. Elle comporte six épreuves de difficulté, cinq de bloc et quatre de vitesse. La coupe est remportée par Adam Ondra et Johanna Ernst pour la difficulté, par Kilian Fischhuber et Akiyo Noguchi pour le bloc et par Sergueï Sinitsyne et Edyta Ropek pour la vitesse. Au classement général, la coupe est remportée par Adam Ondra pour les hommes et Akiyo Noguchi pour les femmes.

## Classement général
| Catégories | Or                    | Or         | Argent                 | Argent     | Bronze                 | Bronze     |
| ---------- | --------------------- | ---------- | ---------------------- | ---------- | ---------------------- | ---------- |
| Difficulté | Adam Ondra            | 451 points | Paxti Usobiaga Lakunza | 391 points | Sachi Amma             | 327 points |
| Difficulté | Johanna Ernst (2)     | 416 points | Jain Kim               | 354 points | Maja Vidmar            | 336 points |
| Bloc       | Kilian Fischhuber (4) | 337 points | Rustam Gelmanov        | 296 points | Gabriele Moroni        | 230 points |
| Bloc       | Akiyo Noguchi         | 435 points | Anna Stöhr             | 309 points | Natalija Gros          | 238 points |
| Vitesse    | Sergeï Sinitcyn (3)   | 270 points | Sergueï Abdrakhmanov   | 245 points | Evgenii Vaitsekhovskii | 217 points |
| Vitesse    | Edyta Ropek           | 360 points | Anna Stenkovaya        | 335 points | Valentina Yurina       | 219 points |
| Combiné    | Adam Ondra            | 547 points | Sachi Amma             | 343 points | Klemen Becan           | 320 points |
| Combiné    | Akiyo Noguchi         | 615 points | Jain Kim               | 523 points | Johanna Ernst          | 490 points |

## Étapes
| Dates                               | Lieu      | Difficulté | Bloc     | Vitesse  |
| ----------------------------------- | --------- | ---------- | -------- | -------- |
| 11 avril 2009-12 avril 2009         | Kazo      | -          | X        | -        |
| 18 avril 2009-19 avril 2009         | Tarnów    | -          | -        | X        |
| 25 avril 2009-26 avril 2009         | Trente    | -          | -        | X        |
| 1er mai 2009-2 mai 2009             | Hall      | -          | X        | -        |
| 29 mai 2009-30 mai 2009             | Vienne    | -          | X        | -        |
| 5 juin 2009-6 juin 2009             | Vail      | -          | X        | -        |
| 12 juin 2009-13 juin 2009           | Eindhoven | -          | X        | -        |
| 12 juillet 2009-13 juillet 2009     | Chamonix  | X          | -        | X        |
| 1er août 2009-2 août 2009           | Daone     | -          | -        | X        |
| 8 août 2009-9 août 2009             | Barcelone | X          | -        | -        |
| 21 août 2009-22 août 2009           | Imst      | X          | -        | -        |
| 25 septembre 2009-26 septembre 2009 | Puurs     | X          | -        | -        |
| 6 novembre 2009-7 novembre 2009     | Brno      | X          | -        | -        |
| 14 novembre 2009-15 novembre 2009   | Kranj     | X          | -        | -        |
| Total : 14 étapes                   |           | 6 étapes   | 5 étapes | 4 étapes |

## Podiums des étapes

### Difficulté

#### Hommes
| Étapes       | Lieu                      | Or                         | Argent                   | Bronze         |
| ------------ | ------------------------- | -------------------------- | ------------------------ | -------------- |
| 12 juillet   | Chamonix (France)         | Paxti Usobiaga Lakunza (5) | Sachi Amma               | David Lama     |
| 8 août       | Barcelone (Espagne)       | Adam Ondra                 | Ramón Julián Puigblanque | Sachi Amma     |
| 21 août      | Imst (Autriche)           | Adam Ondra (2)             | Paxti Usobiaga Lakunza   | Sean McColl    |
| 25 septembre | Puurs (Belgique)          | Adam Ondra (3)             | Paxti Usobiaga Lakunza   | Manuel Romain  |
| 6 novembre   | Brno (République Tchèque) | Jakob Schubert             | Paxti Usobiaga Lakunza   | Tomás Mrázek   |
| 14 novembre  | Kranj (Slovénie)          | Adam Ondra (4)             | Sachi Amma               | Jakob Schubert |

#### Femmes
| Étapes       | Lieu                      | Or                | Argent                | Bronze           |
| ------------ | ------------------------- | ----------------- | --------------------- | ---------------- |
| 12 juillet   | Chamonix (France)         | Johanna Ernst (4) | Natalija Gros         | Yana Chereshneva |
| 8 août       | Barcelone (Espagne)       | Maja Vidmar (11)  | Jain Kim Angela Eiter | -                |
| 21 août      | Imst (Autriche)           | Johanna Ernst (5) | Angela Eiter          | Alizée Dufraisse |
| 25 septembre | Puurs (Belgique)          | Johanna Ernst (6) | Jain Kim              | Maja Vidmar      |
| 6 novembre   | Brno (République Tchèque) | Jain Kim          | Maja Vidmar           | Mina Markovic    |
| 14 novembre  | Kranj (Slovénie)          | Mina Markovic (2) | Akiyo Noguchi         | Johanna Ernst    |

### Bloc

#### Hommes
| Étapes   | Lieu                 | Or                     | Argent          | Bronze            |
| -------- | -------------------- | ---------------------- | --------------- | ----------------- |
| 11 avril | Kazo (Japon)         | Stéphane Julien (3)    | Tatsuya Muraoka | Rustam Gelmanov   |
| 1er mai  | Hall (Autriche)      | Kilian Fischhuber (9)  | Gabriele Moroni | Adam Ondra        |
| 29 mai   | Vienne (Autriche)    | Rustam Gelmanov (2)    | Sean McColl     | Kilian Fischhuber |
| 5 juin   | Vail (États-Unis)    | Jonas Baumann          | Daniel Woods    | Kilian Fischhuber |
| 12 juin  | Eindhoven (Pays-Bas) | Kilian Fischhuber (10) | Gabriele Moroni | Stéphane Julien   |

#### Femmes
| Étapes   | Lieu                 | Or                               | Argent        | Bronze          |
| -------- | -------------------- | -------------------------------- | ------------- | --------------- |
| 11 avril | Kazo (Japon)         | Akiyo Noguchi (2)                | Jain Kim      | Anna Stöhr      |
| 1er mai  | Hall (Autriche)      | Akiyo Noguchi (3) Anna Stöhr (6) | -             | Yulia Abramchuk |
| 29 mai   | Vienne (Autriche)    | Alexandra Balakireva             | Akiyo Noguchi | Anna Stöhr      |
| 5 juin   | Vail (États-Unis)    | Alex Puccio                      | Alex Johnson  | Akiyo Noguchi   |
| 12 juin  | Eindhoven (Pays-Bas) | Akiyo Noguchi (4)                | Natalija Gros | Olga Shalagina  |

### Vitesse

#### Hommes
| Étapes     | Lieu               | Or                          | Argent                 | Bronze            |
| ---------- | ------------------ | --------------------------- | ---------------------- | ----------------- |
| 18 avril   | Tarnow (Pologne)   | Sergeï Sinitcyn (8)         | Evgenii Vaitsekhovskii | Maksym Styenkovyy |
| 25 avril   | Trente (Italie)    | Sergueï Abdrakhmanov        | Csaba Komondi          | QiXin Zhong       |
| 12 juillet | Chamonix (France)  | Evgenii Vaitsekhovskii (12) | Sergeï Sinitcyn        | Libor Hroza       |
| 1er août   | Val Daone (Italie) | Libor Hroza                 | Maksym Osipov          | Lukasz Swirk      |

#### Femmes
| Étapes     | Lieu               | Or                  | Argent           | Bronze             |
| ---------- | ------------------ | ------------------- | ---------------- | ------------------ |
| 18 avril   | Tarnow (Pologne)   | Anna Stenkovaya (8) | Edyta Ropek      | Svitlana Tuzhylina |
| 25 avril   | Trente (Italie)    | Anna Stenkovaya (9) | Edyta Ropek      | Chunhua Li         |
| 12 juillet | Chamonix (France)  | Edyta Ropek (3)     | Valentina Yurina | Ksenia Alekseeva   |
| 1er août   | Val Daone (Italie) | Edyta Ropek (4)     | Anna Stenkovaya  | Valentina Yurina   |

## Classement

### Général
| Rang      | Nom                      | Points |
| --------- | ------------------------ | ------ |
| Vainqueur | Adam Ondra               | 547    |
| 2e        | Sachi Amma               | 343    |
| 3e        | Klemen Becan             | 320    |
| 4e        | Jakob Schubert           | 295    |
| 5e        | David Lama               | 275    |
| 6e        | Sean McColl              | 268    |
| 7e        | Lucas Preti              | 234    |
| 8e        | Gabriele Moroni          | 231    |
| 9e        | Guillaume Glairon Mondet | 216    |
| 10e       | Jorg Verhoeven           | 214    |

| Rang      | Nom                 | Points |
| --------- | ------------------- | ------ |
| Vainqueur | Akiyo Noguchi       | 615    |
| 2e        | Jain Kim            | 523    |
| 3e        | Johanna Ernst       | 490    |
| 4e        | Natalija Gros       | 457    |
| 5e        | Mina Markovic       | 375    |
| 6e        | Yuka Kobayashi (ja) | 256    |
| 7e        | Yana Chereshneva    | 248    |
| 8e        | Alizée Dufraisse    | 232    |
| 9e        | Barabara Bacher     | 178    |
| 10e       | Christine Schranz   | 164    |

## Difficulté
| Place | Grimpeur                 | Étape de coupe du monde | Étape de coupe du monde | Étape de coupe du monde | Étape de coupe du monde | Étape de coupe du monde | Étape de coupe du monde | Total de points |
| Place | Grimpeur                 | [ 3 ]                   | [ 4 ]                   | [ 5 ]                   | [ 6 ]                   | [ 7 ]                   | [ 8 ]                   | Total de points |
| ----- | ------------------------ | ----------------------- | ----------------------- | ----------------------- | ----------------------- | ----------------------- | ----------------------- | --------------- |
| 1er   | Adam Ondra               | 51 (5e)                 | 100 (1er)               | 100 (1er)               | 100 (1er)               | 31 (11e)                | 100 (1er)               | 451             |
| 2e    | Patxi Usobiaga           | 100 (1er)               | 51 (5e)                 | 20 (2e)                 | 80 (2e)                 | 80 (2e)                 | 47 (6e)                 | 391             |
| 3e    | Sachi Amma               | 80 (2e)                 | 65 (3e)                 | 51 (4e)                 | 47 (6e)                 | 23 (14e)                | 80 (2e)                 | 327             |
| 4e    | Jakob Schubert           | 31 (11e)                | 47 (6e)                 | 43 (7e)                 | 28 (12e)                | 100 (1er)               | 65 (3e)                 | 286             |
| 5e    | Ramón Julián Puigblanque | 47 (6e)                 | 80 (2e)                 | 40 (8e)                 | 40 (8e)                 | 51 (5e)                 | 8 (23e)                 | 258             |
| 6e    | Manuel Romain            | 43 (7e)                 | 28 (12e)                | 51 (5e)                 | 65 (3e)                 | 40 (8e)                 | 37 (9e)                 | 236             |
| 7e    | David Lama               | 65 (3e)                 | 4 (27e)                 | 28 (12e)                | 37 (9e)                 | 43 (7e)                 | 34 (10e)                | 207             |
| 8e    | Thomas Tauporn           | 40 (8e)                 | 40 (8e)                 | 20 (16e)                | 31 (11e)                | 55 (4e)                 | 31 (11e)                | 197             |
| 9e    | Klemen Becan             | 2 (29e)                 | 16 (18e)                | 47 (6e)                 | 51 (5e)                 | 23 (14e)                | 51 (5e)                 | 188             |
| 10e   | Gauthier Supper          | 35 (9e)                 | 3 (28e)                 | 24 (14e)                | 43 (7e)                 | 28 (12e)                | 43 (7e)                 | 173             |

| - Vainqueur - 2e place - 3e place | - Finaliste - Demi-finaliste - Classé, dans les points | - Classé, hors des points - Disqualifié (Dq.) - N'a pas participé ( - ) |

| Place | Grimpeur            | Étape de coupe du monde | Étape de coupe du monde | Étape de coupe du monde | Étape de coupe du monde | Étape de coupe du monde | Étape de coupe du monde | Total de points |
| Place | Grimpeur            | [ 9 ]                   | [ 10 ]                  | [ 11 ]                  | [ 12 ]                  | [ 13 ]                  | [ 14 ]                  | Total de points |
| ----- | ------------------- | ----------------------- | ----------------------- | ----------------------- | ----------------------- | ----------------------- | ----------------------- | --------------- |
| 1re   | Johanna Ernst       | 100 (1re)               | 8 (23e)                 | 100 (1re)               | 100 (1re)               | 51 (5e)                 | 65 (3e)                 | 416             |
| 2e    | Jain Kim            | 12 (20e)                | 65 (3e)                 | 55 (4e)                 | 80 (2e)                 | 100 (1re)               | 47 (6e)                 | 354             |
| 3e    | Maja Vidmar         | 25 (13e)                | 100 (1re)               | 51 (5e)                 | 65 (3e)                 | 80 (2e)                 | 40 (8e)                 | 336             |
| 4e    | Angela Eiter        | 51 (5e)                 | 80 (2e)                 | 80 (2e)                 | 55 (4e)                 | 31 (11e)                | 37 (9e)                 | 295             |
| 5e    | Mina Markovic       | 14 (19e)                | 55 (4e)                 | 25 (13e)                | 29 (11e)                | 65 (3e)                 | 100 (1re)               | 274             |
| 6e    | Caroline Ciavaldini | 55 (4e)                 | 34 (10e)                | 43 (7e)                 | 47 (6e)                 | 47 (6e)                 | 51 (5e)                 | 243             |
| 7e    | Yuka Kobayashi      | 47 (6e)                 | 43 (7e)                 | 47 (6e)                 | 29 (11e)                | 40 (7e)                 | 55 (4e)                 | 232             |
| 8e    | Natalija Gros       | 80 (2e)                 | 51 (5e)                 | 22 (15e)                | 35 (9e)                 | 22 (14e)                | 31 (11e)                | 219             |
| 9e    | Muriel Sarkany      | 40 (8e)                 | 40 (8e)                 | 34 (10e)                | 24 (14e)                | 55 (4e)                 | 18 (17e)                | 193             |
| 10e   | Yana Chereshneva    | 65 (3e)                 | 31 (11e)                | 25 (13e)                | 43 (7e)                 | 26 (13e)                | 9 (21e)                 | 190             |

| - Vainqueur - 2e place - 3e place | - Finaliste - Demi-finaliste - Classé, dans les points | - Classé, hors des points - Disqualifié (Dq.) - N'a pas participé ( - ) |

### Bloc
| Place | Grimpeur                 | Étape de coupe du monde | Étape de coupe du monde | Étape de coupe du monde | Étape de coupe du monde | Étape de coupe du monde | Total de points |
| Place | Grimpeur                 | [ 15 ]                  | [ 16 ]                  | [ 17 ]                  | [ 18 ]                  | [ 19 ]                  | Total de points |
| ----- | ------------------------ | ----------------------- | ----------------------- | ----------------------- | ----------------------- | ----------------------- | --------------- |
| 1er   | Kilian Fischhuber        | 7 (23e)                 | 100 (1er)               | 65 (3e)                 | 65 (3e)                 | 100 (1er)               | 337             |
| 2e    | Rustam Gelmanov          | 65 (3e)                 | 29 (11e)                | 100 (1er)               | 47 (6e)                 | 55 (4e)                 | 296             |
| 3e    | Gabriele Moroni          | 24 (14e)                | 80 (2e)                 | 9 (21e)                 | 37 (9e)                 | 80 (2e)                 | 230             |
| 4e    | Guillaume Glairon Mondet | 20 (16e)                | 47 (6e)                 | 51 (5e)                 | 43 (7e)                 | 43 (7e)                 | 204             |
| 5e    | Jonas Baumann            | 55 (4e)                 | 0 (31e)                 | 34 (10e)                | 100 (1er)               | 0 (35e)                 | 189             |
| 6e    | Stephane Julien          | 100 (1er)               | 0 (59e)                 | 0 (34e)                 | 18 (17e)                | 65 (3e)                 | 183             |
| 7e    | Lucas Preti              | 18 (17e)                | 55 (4e)                 | 7 (23e)                 | 31 (11e)                | 34 (10e)                | 145             |
| 8e    | Mykhaylo Shagalin        | 2 (29e)                 | 51 (5e)                 | 55 (4e)                 | -                       | 31 (11e)                | 139             |
| 9e    | Klemen Becan             | 47 (6e)                 | 5 (25e)                 | 7 (23e)                 | 22 (15e)                | 51 (5e)                 | 132             |
| 10e   | Loïc Gaidioz             | 51 (5e)                 | 0 (43e)                 | 43 (7e)                 | 34 (10e)                | 0 (49e)                 | 128             |

| - Vainqueur - 2e place - 3e place | - Finaliste - Demi-finaliste - Classé, dans les points | - Classé, hors des points - Disqualifié (Dq.) - N'a pas participé ( - ) |

| Place | Grimpeur             | Étape de coupe du monde | Étape de coupe du monde | Étape de coupe du monde | Étape de coupe du monde | Étape de coupe du monde | Total de points |
| Place | Grimpeur             | [ 20 ]                  | [ 21 ]                  | [ 22 ]                  | [ 23 ]                  | [ 24 ]                  | Total de points |
| ----- | -------------------- | ----------------------- | ----------------------- | ----------------------- | ----------------------- | ----------------------- | --------------- |
| 1re   | Akiyo Noguchi        | 100 (1re)               | 90 (1re)                | 80 (2e)                 | 65 (3e)                 | 100 (1re)               | 435             |
| 2e    | Anna Stöhr           | 65 (3e)                 | 90 (1re)                | 65 (3e)                 | 55 (4e)                 | 34 (10e)                | 309             |
| 3e    | Natalija Gros        | 55 (4e)                 | 51 (5e)                 | 5 (25e)                 | 47 (6e)                 | 80 (2e)                 | 238             |
| 4e    | Chloé Graftiaux      | 28 (12e)                | 37 (9e)                 | 43 (7e)                 | 37 (9e)                 | 55 (4e)                 | 200             |
| 5e    | Jain Kim             | 80 (2e)                 | -                       | 31 (11e)                | 51 (5e)                 | 7 (23e)                 | 169             |
| 6e    | Yulia Abramchuk      | 51 (5e)                 | 65 (3e)                 | 37 (9e)                 | -                       | 14 (19e)                | 167             |
| 7e    | Alexandra Balakireva | -                       | 22 (15e)                | 100 (1re)               | -                       | 43 (7e)                 | 165             |
| 8e    | Anne-Laure Chevrier  | 43 (7e)                 | 24 (14e)                | 15 (18e)                | 28 (12e)                | 40 (8e)                 | 150             |
| 9e    | Maud Ansade          | 20 (16e)                | 55 (4e)                 | 20 (16e)                | 43 (7e)                 | 5 (25e)                 | 143             |
| 10e   | Angelica Lind        | 47 (6e)                 | 43 (7e)                 | 3 (27e)                 | 18 (17e)                | -                       | 111             |

| - Vainqueur - 2e place - 3e place | - Finaliste - Demi-finaliste - Classé, dans les points | - Classé, hors des points - Disqualifié (Dq.) - N'a pas participé ( - ) |

### Vitesse
| Place | Grimpeur               | Étape de coupe du monde | Étape de coupe du monde | Étape de coupe du monde | Étape de coupe du monde | Total de points |
| Place | Grimpeur               | [ 25 ]                  | [ 26 ]                  | [ 27 ]                  | [ 28 ]                  | Total de points |
| ----- | ---------------------- | ----------------------- | ----------------------- | ----------------------- | ----------------------- | --------------- |
| 1er   | Sergueï Sinitsyne      | 100 (1er)               | 43 (7e)                 | 80 (2e)                 | 47 (6e)                 | 270             |
| 2e    | Sergueï Abdrakhmanov   | 55 (4e)                 | 100 (1er)               | 47 (6e)                 | 43 (7e)                 | 245             |
| 3e    | Evgenii Vaitcekhovskii | 80 (2e)                 | 37 (9e)                 | 100 (1er)               | -                       | 217             |
| 4e    | Libor Hroza            | -                       | 47 (6e)                 | 65 (3e)                 | 100 (1er)               | 212             |
| 5e    | Luckasz Swirk          | 37 (9e)                 | 34 (10e)                | 43 (7e)                 | 65 (3e)                 | 179             |
| 6e    | Stanislas Kokorin      | 20 (16e)                | 55 (4e)                 | 34 (10e)                | 51 (5e)                 | 160             |
| 7e    | Jedrzej Komosinski     | 51 (5e)                 | 28 (12e)                | 40 (8e)                 | 40 (8e)                 | 159             |
| 8e    | Csaba Komondi          | 24 (14e)                | 80 (2e)                 | 51 (5e)                 | -                       | 155             |
| 9e    | Tomasz Oleksy          | 40 (8e)                 | -                       | 55 (4e)                 | 55 (4e)                 | 150             |
| 10e   | Maksym Osipov          | 26 (13e)                | 31 (11e)                | -                       | 80 (2e)                 | 137             |

| - Vainqueur - 2e place - 3e place | - Finaliste - Demi-finaliste - Classé, dans les points | - Classé, hors des points - Disqualifié (Dq.) - N'a pas participé ( - ) |

| Place | Grimpeur              | Étape de coupe du monde | Étape de coupe du monde | Étape de coupe du monde | Étape de coupe du monde | Total de points |
| Place | Grimpeur              | [ 29 ]                  | [ 30 ]                  | [ 31 ]                  | [ 32 ]                  | Total de points |
| ----- | --------------------- | ----------------------- | ----------------------- | ----------------------- | ----------------------- | --------------- |
| 1re   | Edyta Ropek           | 80 (2e)                 | 80 (2e)                 | 100 (1re)               | 100 (1re)               | 360             |
| 2e    | Anna Stenkovaya       | 100 (1re)               | 100 (1re)               | 55 (4e)                 | 80 (2e)                 | 335             |
| 3e    | Valentina Yurina      | 43 (7e)                 | 31 (11e)                | 80 (2e)                 | 65 (3e)                 | 219             |
| 4e    | Ksenia Alekseeva      | 51 (5e)                 | 47 (6e)                 | 65 (3e)                 | 34 (10e)                | 197             |
| 5e    | Alina Gaydamakina     | 47 (6e)                 | 40 (8e)                 | 51 (5e)                 | 24 (14e)                | 165             |
| 6e    | Svitlana Tuzhylina    | 65 (3e)                 | 34 (10e)                | -                       | 51 (5e)                 | 150             |
| 7e    | Anastasiya Savisko    | 34 (10e)                | 28 (12e)                | 24 (14e)                | 55 (4e)                 | 141             |
| 8e    | Monika Prokopiuk      | 28 (12e)                | 24 (14e)                | 47 (6e)                 | 31 (11e)                | 130             |
| 9e    | Klaudia Buczek        | 55 (4e)                 | -                       | 34 (10e)                | 40 (8e)                 | 129             |
| 10e   | Oleksandra Bud Gusaim | 26 (13e)                | -                       | 28 (12e)                | 47 (6e)                 | 101             |

| - Vainqueur - 2e place - 3e place | - Finaliste - Demi-finaliste - Classé, dans les points | - Classé, hors des points - Disqualifié (Dq.) - N'a pas participé ( - ) |

## Autres compétitions mondiales de la saison

### Championnats du monde d'escalade 2009

#### Difficulté

##### Hommes
| Étapes  | Lieu           | Or                     | Argent     | Bronze     |
| ------- | -------------- | ---------------------- | ---------- | ---------- |
| 30 juin | Xining (Chine) | Patxi Usobiaga Lakunza | Adam Ondra | David Lama |

##### Femmes
| Étapes  | Lieu           | Or            | Argent   | Bronze      |
| ------- | -------------- | ------------- | -------- | ----------- |
| 30 juin | Xining (Chine) | Johanna Ernst | Jain Kim | Maja Vidmar |

#### Bloc

##### Hommes
| Étapes  | Lieu           | Or             | Argent          | Bronze        |
| ------- | -------------- | -------------- | --------------- | ------------- |
| 30 juin | Xining (Chine) | Alexey Rubtsov | Rustam Gelmanov | David Barrans |

##### Femmes
| Étapes  | Lieu           | Or              | Argent         | Bronze     |
| ------- | -------------- | --------------- | -------------- | ---------- |
| 30 juin | Xining (Chine) | Yulia Abramchuk | Olga Shalagina | Anna Stöhr |

#### Vitesse

##### 10 mètres

###### Hommes
| Étapes  | Lieu           | Or              | Argent              | Bronze       |
| ------- | -------------- | --------------- | ------------------- | ------------ |
| 30 juin | Xining (Chine) | Qixin Zhong (2) | Alexandr Nigmatulin | Ivan Novikov |

###### Femmes
| Étapes  | Lieu           | Or         | Argent     | Bronze     |
| ------- | -------------- | ---------- | ---------- | ---------- |
| 30 juin | Xining (Chine) | Cuilian He | Cuifang He | Chunhua Li |

##### 15 mètres

###### Hommes
| Étapes  | Lieu           | Or              | Argent               | Bronze     |
| ------- | -------------- | --------------- | -------------------- | ---------- |
| 30 juin | Xining (Chine) | Qixin Zhong (3) | Sergueï Abdrakhmanov | Ning Zhang |

###### Femmes
| Étapes  | Lieu           | Or             | Argent     | Bronze     |
| ------- | -------------- | -------------- | ---------- | ---------- |
| 30 juin | Xining (Chine) | Cuilian He (2) | Cuifang He | Chunhua Li |

### Jeux mondiaux 2009

#### Difficulté

##### Hommes
| Étapes     | Lieu               | Or         | Argent                 | Bronze            |
| ---------- | ------------------ | ---------- | ---------------------- | ----------------- |
| 18 juillet | Kaohsiung (Taïwan) | Sachi Amma | Patxi Usobiaga Lakunza | Romain Desgranges |

##### Femmes
| Étapes     | Lieu               | Or          | Argent   | Bronze              |
| ---------- | ------------------ | ----------- | -------- | ------------------- |
| 18 juillet | Kaohsiung (Taïwan) | Maja Vidmar | Jain Kim | Caroline Ciavaldini |

#### Vitesse

##### Hommes
| Étapes     | Lieu               | Or          | Argent                 | Bronze            |
| ---------- | ------------------ | ----------- | ---------------------- | ----------------- |
| 18 juillet | Kaohsiung (Taïwan) | Qixin Zhong | Evgenii Vaitsekhovskii | Maksym Styenkovyy |

##### Femmes
| Étapes     | Lieu               | Or         | Argent     | Bronze         |
| ---------- | ------------------ | ---------- | ---------- | -------------- |
| 18 juillet | Kaohsiung (Taïwan) | Cuilian He | Cuifang He | Olga Morozkina |